# Estació de Bambú
Bambú és una estació de la línia 1 del Metro de Madrid situada en la intersecció del carrer Bambú (de la que toma el seu nom) i el carrer Yuca, en el districte de Chamartín. Va ser inaugurada amb les estacions de Hortaleza i Manoteras en la prolongació de les línies 1 i 4 fins a Pinar de Chamartín, l'11 d'abril de 2007.

## Accessos
Vestíbul Bambú
- Bambú C/Bambú, 14
- Ascensor C/Bambú, 14

## Línies i connexions

### Metro
| << cabecera        | < estación         | línea | estación > | cabecera >> |
| ------------------ | ------------------ | ----- | ---------- | ----------- |
| Pinar de Chamartín | Pinar de Chamartín | 1     | Chamartín  | Valdecarros |

### Autobuses
| Diurnos |                            |                       |
| Línia   | Destí                      | Parada                |
| 129     | Plaza de Castilla          | 124 BAMBÚ-YUCA        |
| 150     | Sol-Sevilla                | 124 BAMBÚ-YUCA        |
| 174     | Plaza de Castilla          | 124 BAMBÚ-YUCA        |
| 129     | Manoteras                  | 3 594 AV. BURGOS-YUCA |
| 150     | Colonia Virgen del Cortijo | 3 594 AV. BURGOS-YUCA |

| Diurnos |                          |                       |                                 |
| Línia   | Destí                    | Parada                | Operador                        |
| 174     | Madrid-Plaza de Castilla | 123 BAMBU (C/Bambú,4) | Transportes Santo Domingo, S.A. |